# اندريا غاسبارو
اندريا غاسبارو (بالإيطالية: Andrea Gasbarro)‏ (7 يناير 1995 بليفورنو في إيطاليا - ) هو لاعب كرة قدم إيطالي في مركز الدفاع. لعب مع نادي ليفورنو وسيتا دي بونتيديرا.

## وصلات خارجية
- اندريا غاسبارو على موقع قاعدة بيانات كرة القدم.إي يو (الإنجليزية)
- اندريا غاسبارو على موقع Soccerway.com (الإنجليزية)
- اندريا غاسبارو على موقع عالم كرة القدم.نت (الإنجليزية)